# Марий Приск
Марий Приск (на латински: Marius Priscus) e политик и сенатор на Римската империя през 1 век.
Фамилията му произлиза от Бетика. Император Нерон го приема в сената, а император Домициан го номинира вероятно за суфектконсул през 85 г. През 97/98 той е проконсул на провинция Африка. След това трябва да напусне Италия и живее в изгнание.